# Sphenopsalis
Sphenopsalis è un genere di mammiferi estinti che visse durante il Paleocene in Asia centrale. Era un membro dell'ordine dei Multituberculata, sottordine Cimolodonta, superfamiglia 
Taeniolabidoidea. La nomenclatura di questo genere si deve a W.D. Matthew, W. Granger e  G.G Simpson nel 1928.
L'unica specie nota,Sphenopsalis nobilis, fu anch'essa classificata da 
Matthew, Granger and Simpson nel 1928. Fu ritrovata negli strati del Paleocene superiore di Gashato e Nomogen in Cina e Mongolia. Un esemplare ricostruito è ospitato nella collezione del museo di storia naturale di New York.